# Село Тврдићи, борци пали у ратовима од 1912. до 1918. године
Списак бораца из села Тврдићи, Општина Пожега, погинулих и умрлих у Балканским и Првом светском рату преузет је из књиге „Пожега и околина”, објављене 1978. године.
Подаци за подручје Пожеге прикупљани су у периоду 1976–1977. године преко матичних књига умрлих, спомен-плоча, крајпуташа, као и разговора са преживелим борцима и појединим грађанима који су по сећању могли да дају податке, уз напомену да спискови могуће да нису потпуни, због временске дистанце и недостатка поузданих извора.

## Списак
1. Божанић Павле
2. Божанић Раде
3. Божанић Војин
4. Бошковић Ј. Манојле
5. Бошковић В. Милија
6. Бошковић В. Веселин
7. Бошковић В. Костадин
8. Вељовић В. Сретен
9. Вукотић 0. Ђорђе
10. Вукотић О. Радиша
11. Вукотић С. Малиша
12. Вукотић В. Ћорђе
13. Димитријевић Велимир
14. Зарић Ј. Костадин
15. Зарић Владимир
16. Зарић Радомир
17. Ивановић Страхиња
18. Илић М. Секула
19. Илић И. Велибор
20. Јеротијевић Петар
21. Јеротијевић Недељко
22. Кузељевић Д. Здравко
23. Мијајловић Лука
24. Мићовић Петар
25. Радосављевић Драгољуб
26. Радосављевић Михаило
27. Раковић Остоја
28. Савић Михаило
29. Симановић Станимир
30. Симановић С. Живорад
31. Симановић Митар
32. Станковић Урош
33. Станковић Илија
34. Стевановић В. Милош
35. Стевановић Тихомир
36. Ћосовић Сретен
37. Цвијовић Д. Мирко[1]